# 绿色化学
绿色化学是一門新興的化学分支，以“原子经济性”为原则，研究如何在产生目的生成物的过程中充分利用原料及能源，减少有害物质的释放。绿色化学旨在將反應的效率達到最高，損耗降到最少，對大自然環境的傷害降到最低，從源頭到最終產物的過程中減少廢物的产生，降低对环境的污染或衝擊等種種不利影響。

## 綠色化學12條原則
Paul Anastas和John C Warner提出绿色化学的12项原则：
1. 防止废物：设计化学合成方法防止废物的产生，从而无需进行废物的处理。
2. 设计更安全的化合物和产物：设计更有效，而且低毒或无毒的化合物。
3. 降低化学合成方法的危险性：降低或消除生成产物的合成方法对人类及环境的毒性。
4. 使用可再生的原料：使用可再生的原料而非消耗型原料；可再生的原料　一般来源于农产品或是其他过程产生的废物；消耗型原料一般来源于，石油天然气煤矿物等。
5. 使用催化剂而非当量试剂：通过催化反应将废物的量降到最低。催化剂是指少量而可以多次催化反应进行的试剂，而当量试剂一般过量且只能反应一次。
6. 避免化合物的衍生物：避免使用保护基或其他暂时的修饰，衍生物的产生将使用额外的试剂，并产生废物。
7. 使原子经济最大化：最大比例的利用起始反应物的原子。
8. 使用更安全的溶剂和反应条件：避免使用溶剂，混合物分离试剂，和其他的辅助化合物。如果必须使用这些化合物，选择无害的物质。如果需要使用溶剂，尽量选择水。
9. 提高能源效率：可能的话，在常温常压下进行反应。
10. 设计可降解的产物：产物在使用后，应可降解，而不会在环境累積。
11. 全程分析并防止污染：在生产过程中进行全程监控，以减少或消除副产物的生成。
12. 使事故的可能性降到最低：设计化合物及其状态（固态，液态，气态），以降低爆炸，火灾，泄漏的可能性。

## 原子經濟性
在過去化工生產所用的公式為：
產率或收率（%） =（目前產品的質量/理論上原料變成目的產品所應得的產品質量）× 100%
現在化工生產所用的公式為：
原子經濟性或原子利用率（%） =（被利用原子質量/反應中所使用全部反應物分子的質量）× 100%
提高原子經濟性的主要方式有三種：
- 開發新催化材料
- 尋找新反應加工途徑
- 採用新合成原料

## 綠色化學的發展方向
2011年，梁碧峯所編著的《綠色化學概論》指出，綠色化學的發展方向有如下數點：
1. 在原子經濟性和可程序發展的基礎上研究對環境無害的新的化學反應過程。
2. 改良傳統化學反應過程至綠色化學反應過程，解決污染問題。
3. 開發純淨能源及去除有害物等技術。
4. 資源的再生、回收與循環的再利用的技術研究。
5. 在一切可能的綠色化學反應中，遵循綠色化學的12項原則。

2005年，野依良治（Ryoji Noyori）指出绿色化学中三个重大的发展：使用超临界二氧化碳作为绿色溶剂；水相过氧化氢的清洁氧化反应；在不对称合成中使用氢气。